# Leyda Suarez
Leyda Lourdes Suárez Aldana (Tarija, 20 de noviembre de 1996) es una modelo y reina de belleza boliviana, representante del Departamento de Tarija en el Miss Bolivia Mundo 2016, concurso en el que resultó ganadora. Con título en mano fue encargada de representar a Bolivia en el concurso Miss Mundo 2016, que se realizó el 20 de diciembre en Washington D. C Estados Unidos.

## Miss Bolivia Mundo 2016
Leyda Suárez participó de la tercera edición del Miss Bolivia Mundo, y se hizo acreedora de la corona de Miss Bolivia Mundo 2016 el sábado 27 de agosto de 2016. La gala final se desarrolló en la Manzana 1 de la ciudad de Santa Cruz. La joven destacó en medio de 12 candidatas. Días antes en la entrega de títulos previos, ganó el título de Mejor Talento 2016., Leyda participó en actividades de responsabilidad social como parte del eslogan de la Organización Miss Mundo, "Belleza con Propósito" con Promociones Gloria.

## Miss Mundo 2016
Como acreedora del Miss Bolivia Mundo 2016, representó a Bolivia en el Miss Mundo 2016 el 20 de diciembre en  Washington D. C Estados Unidos en cual no logró destacar en ninguna de las actividades del concurso y no clasificó entre las finalistas, siendo la ganandora la representante de Puerto Rico, Stephanie Del Valle.